# Le Quotidien
Le Quotidien és un diari luxemburguès en llengua francesa publicat a Esch-sur-Alzette.

## Història i perfil
Va néixer el novembre de 2001. El diari és el successor de l'edició luxemburguesa del diari regional francès Le Républicain Lorrain. Aquest canvi es va produir quan el diari va ser adquirit per Editpress, que també posseeix Le Jeudi i Tageblatt. L'empresa editora de Le Quotidien, amb seu a Esch-sur-Alzette, és Lumedia. El diari es publica en format berlinès.
La tendència política de Le Quotidien és d'esquerra liberal. Els diari se centra en els residents estrangers de Luxemburg i ofereix notícies locals, nacionals i internacionals.
Le Quotidien va llançar un lloc web el 2001. El 10 de novembre de 2010 el diari va presentar un nou disseny i logotip. A partir de la mateixa data, va començar a publicar Panorama, un suplement de dissabte amb ressenyes de les activitats i l'entreteniment del cap de setmana.

## Tiratge
El 2003 Le Quotidien va tenir un tiratge de 5.469 còpies segons un informe de la seva empresa. El tiratge del diari era de 5.441 còpies. El diari tenia un tiratge de 6.637 exemplars el 2008 i de 6.275 exemplars, el 2009. Va ser de 6.413 exemplars, el 2010 i de 7.021 exemplars, el 2011.